# Pierre-Christophe Lenoir
Pierre Christophe Lenoir, né le 23 juin 1683 à Vendôme et mort en février 1743 à Paris, est un administrateur français, gouverneur de Pondichéry.

## Jeunesse
Si peu de choses sont connues de sa jeunesse, il est néanmoins certain qu'il appartient à une famille aisée. En effet, il fait tout d'abord une carrière honorable dans la Compagnie française des Indes orientales, où, par arrêt du 17 mai 1714, il occupe la charge importante de caissier.
Il est ensuite affecté aux îles de France et de Bourbon, avant d'arriver aux Indes en 1719. Nommé gouverneur intérimaire en 1721, il revient en France en 1723 — peut-être disgracié à cause de l'envoi de marchandises par l'intermédiaire de la Compagnie d'Ostende, société privée concurrente des compagnies officielles à l'export.

## Carrière administrative
Nommé par la suite gouverneur titulaire de Pondichéry en 1726, il entreprend de moderniser et embellir la cité. Disposant de pouvoirs plus étendus que ses prédécesseurs, il fait raser l'ancien fort et construit à la place une citadelle flambant neuve, dans laquelle il fait édifier deux magasins et deux casernes. Dans les magasins sont entreposés les stocks de riz et de blé pour une année.
En 1730, il fait bâtir une nouvelle poudrière, et construit des bureaux et des logements dans la citadelle. Pour la défense extérieure, il fait édifier une muraille en brique de 10 m de hauteur, percée de trois portes protégées par des bastions. Des corps de garde sont construits le long des fortifications, certains pour les soldats français, et d'autres pour les unités indiennes à leur service, les Cipayes. À l'intérieur de la ville, Lenoir impose de ne bâtir qu'en briques et en tuiles, et ordonne que les maisons soient hautes d'au moins deux étages, tant et si bien que Pondichéry devient le comptoir français à avoir les plus hautes maisons.
Pendant son gouvernement, Yanaon intègre la liste des établissements français de l'Inde en devenant la troisième colonie dans le sous-continent en 1727. Il fait partie du Conseil d'administration de la Compagnie perpétuelle des Indes du 8 août 1736 et du 7 octobre 1738 au 26 février 1743.